# Ophikleide

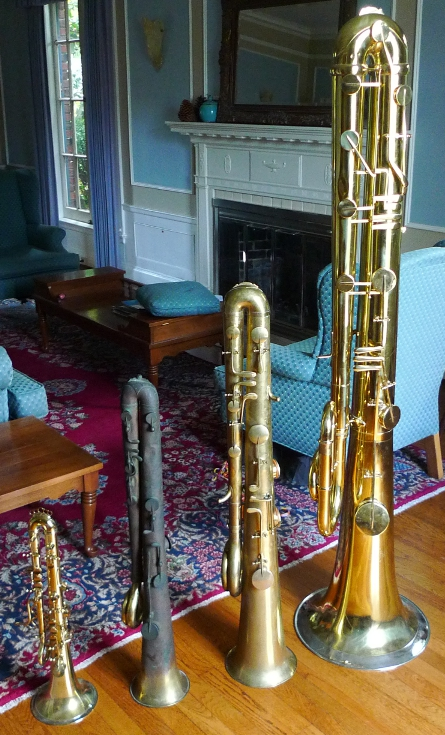
Ophikleidenfamilie: Sopran-, Alt-, Bass- und Kontrabassophikleide

Die Ophikleide [ofikleˈiːdə] (von griechisch ὄφις ophis ‚Schlange‘, κλείς kleis ‚Klappen‘) ist ein historisches Blechblasinstrument aus der Familie der Klappenhörner, mit Klappen und nach oben gerichtetem Schalltrichter. Die Ophikleide wurde in drei Größen in sechs Stimmungen gebaut. Ihre Form ähnelt der des Fagotts und sie besitzt als Alt-Ophikleide (genannt auch Quinticlave) neun bis zwölf Klappen. Zum vollständigen chromatischen Spielen des Tonumfangs (bei B-Instrumenten von A bis b1) sind elf Klappen notwendig. 
Das Instrument wurde um 1817 von Halary (Jean-Hilaire Asté) in Paris erfunden. Bevor sich die Ventiltuba wegen ihrer besseren Eignung in der Militärmusik durchsetzte, wurde die Ophikleide als Bassinstrument im Sinfonieorchester, in Blasorchestern und in der Kirchenmusik eingesetzt. Berühmt wurde vor allem das Ophikleidensolo in Hector Berlioz’ Symphonie fantastique (Dies-irae-Zitat). 
Nach dem Blechblasinstrument ist ein meist extrem lautes Orgel-Zungenregister zu 8′, 16′ oder 32′ benannt.

## Geschichte
Zu Beginn des 19. Jahrhunderts hatte man das Problem, dass vollklingende Bassinstrumente fehlten, die ein ausreichendes Fundament für den neuen, voluminöseren Orchesterklang bilden konnten. Der Serpent, der noch aus der Renaissance stammte, passte nicht mehr zum modernen Klangideal, und auch das Basshorn in seinen verschiedenen Bauarten konnte nicht unbedingt überzeugen. Die Holzblasinstrumente Kontrafagott und Bassklarinette waren hingegen nicht laut genug. Deshalb wurden neue tieftönende Blasinstrumente entwickelt. Von diesen setzte sich die Ophikleide bis zur Einführung der Tuba in der Militärmusik schlagartig durch, was die vielen im Zeitraum von 1820 bis 1840 erschienenen Ophikleidenschulen belegen. 
Sie verfügt wie alle konischen Blechblasinstrumente über eine leichte Ansprache. Die Spielbarkeit alter Ophikleiden wird durch mangelnde Präzision der Instrumentenbauer des 19. Jahrhunderts im Rohrverlauf und im Klappensitz etwas beeinträchtigt. Die Virtuosität der Solostücke, die Soli in Orchesterwerken, Opern und Kammermusik sprechen allerdings für die technische Wendigkeit dieses Instrumentes. 
Im deutschsprachigen Raum konnte sich die Ophikleide aufgrund der schnellen Einführung der Tuba in die Militärmusik nicht durchsetzen. In Frankreich, Italien und Großbritannien blieb sie jedoch das ganze 19. Jahrhundert hindurch gebräuchlich. 
Bekannte Musikbeispiele deutscher Komponisten sind von Mendelssohn-Bartholdy die Schauspielmusik zum Sommernachtstraum op. 61, das Oratorium Elias op. 70 und seine zweite Fassung von Athalie. Von Richard Wagner sind allgemein die Opern Rienzi und Der Fliegende Holländer bekannt und von Robert Schumann Das Paradies und die Peri. Gaetano Donizetti verwendet die Ophikleide ab 1839 in fast allen seiner Seriaopern. 
Die ältesten Bauformen der Tuba (1835 in Berlin) und die erste Patentschrift des Saxophons belegen eindeutig die Vorläufer-Funktion der Ophikleide für diese Instrumente.
Im 20. Jahrhundert wurde kaum noch für die Ophikleide komponiert; einer der letzten Komponisten, der sie regelmäßig einsetzte, war Heitor Villa-Lobos. Bis zum Zweiten Weltkrieg traf man die Ophikleide als wichtiges Bassinstrument regelmäßig beim brasilianischen Choro und beim kubanischen Danzón an, in Einzelfällen auch noch bis zum Ende des 20. Jahrhunderts.
Mit dem wachsenden Interesse für musikalische Aufführungspraxis des 19. Jahrhunderts, an der Klangkonzeption der Komponisten und der ständig steigenden Zahl der Aufführungen mit Originalinstrumenten oder deren Nachbauten ist ein Markt entstanden, so dass wieder Ophikleiden neu gebaut und weiterentwickelt werden.

## Charakteristik
Der Klang der Ophikleide kann zwischen Waldhorn und Fagott beschrieben werden. Im Klangspektrum der Ophikleide treten nur zwei Obertöne deutlich hervor, wodurch ihr charakteristischer Klang entsteht und ihre gute Eignung, sich mit anderen Instrumenten klanglich zu mischen.
Berlioz polemisiert 1844 in seinem Grand traité d’instrumentation über die Bass-Ophikleide:

„Der Klang der tiefen Töne ist rauh, aber in gewissen Fällen, unter Massen von Blechinstrumenten, bewirkt er Wunder. Die sehr hohen Töne haben einen wilden Charakter, den man jedoch noch nicht in der rechten Weise zu verwerten gewusst hat. Die Mittellage erinnert, besonders wenn der Bläser nicht sehr geschickt ist, zu stark an den Ton des Serpent und des Zinken. Nichts Plumperes […] gibt es […] als jene mehr oder weniger raschen Passagen, die man in gewissen modernen Opern als Soli der mittleren Lage der Ophikleïde zum Besten gibt: Das ist gerade so, als wenn ein dem Stalle entlaufener Stier mitten in einem Salon seine tollen Sprünge machte.“

Möglicherweise bezieht sich Berlioz’ Kritik weniger auf die französische Opernliteratur (Grand opéra und Opéra comique) als auf die Aufführungspraxis der Gesangsbegleitung in Kirchen. Eine heutige Kritik über eine Aufführung von Donizettis La favorite (1840) in Zürich bestätigt den Vorzug der Ophikleide vor der Tuba im Opernorchester: „Anstelle der Tuba kommt ein leichter und eleganter klingendes ‚Ophikleide‘ als Bassinstrument zum Einsatz.“

## Zeitgenössische Werke für die Ophikleide
- Hans Werner Henze: Das Floß der Medusa
- Falk Hübner: Umnachtung für Solo-Ophikleide
- Falk Hübner: Present tense für Solo-Ophikleide
- Johannes Wallmann: Antiphon für Solo-Ophikleide oder als Duo mit Orgel
- Clifford Bevan: Sonata für Solo-Ophikleide und Klavier